# Maria Ana de Anhalt-Dessau
Maria Ana de Anhalt-Dessau (14 de setembro de 1837 - 12 de maio de 1906) foi uma princesa da Casa da Ascânia. Era a terceira filha do duque Leopoldo IV de Anhalt-Dessau e da princesa Frederica Guilhermina da Prússia.

## Família
Os avós paternos de Maria Ana eram Frederico, príncipe-herdeiro de Anhalt-Dessau e a condessa Amália de Hesse-Homburgo. Os seus avós paternos eram o príncipe Luís Carlos da Prússia (irmão do rei Frederico Guilherme III da Prússia) e da princesa Frederica de Mecklemburgo-Strelitz.
Maria Ana era uma irmã mais nova do duque Frederico I de Anhalt Dessau e de Inês de Anhalt-Dessau.

## Casamento e descendência
No dia 29 de novembro de 1854, Maria casou-se com o seu primo em segundo-grau, o príncipe Frederico Carlos da Prússia, um neto do rei Frederico Guilherme III da Prússia. Juntos tiveram cinco filhos:
- Maria Isabel Luísa Frederica da Prússia (1855-1888), casada primeiro com o príncipe Henrique dos Países Baixos e, após a morte deste, com o príncipe Alberto de Saxe-Altemburgo.
- Isabel Ana da Prússia (1857-1895), casada com o duque Frederico Augusto II de Oldemburgo.
- Ana Vitória Carlota Augusta Adelaide da Prússia (1858-1858)
- Luísa Margarida Alexandra Vitória Inês da Prússia (1860-1917), casada com o príncipe Artur, duque de Connaught e Strathearn.
- Joaquim Carlos Guilherme Frederico Leopoldo da Prússia (1865-1931), casado com a princesa Luísa Sofia de Schleswig-Holstein-Sonderburg-Augustenburg.